# Zaatcha
Zaatcha  è un'oasi nel deserto algerino orientale (provincia di Biskra), situata sulla strada nazionale 46 (Biskra-Bou Saâda), tra Tolga e Lichana, a 30 km a ovest di Biskra.
Divenne particolarmente celebre a seguito dell'invasione francese in Algeria quando qui venne combattuta una nota battaglia nel novembre del 1849, dopo un assedio di quattro mesi, tra le truppe francesi del generale Émile Herbillon e gli abitanti insorti sotto la guida del cheikh Bouziane.